# Record de Tunisie du saut à la perche
Le record de Tunisie du saut à la perche est actuellement détenu par Mohamed Romdhana chez les hommes, avec 5,40 m, et par Leila Ben Youssef chez les femmes, avec 4,30 m.

## Hommes
| Marque | Athlète          | Club                     | Lieu  | Date         |
| 5,31 m | Mohamed Romdhana | Starting Club de Bizerte | Radès | 12 juin 2016 |
| 5,40 m | Mohamed Romdhana | Starting Club de Bizerte | Radès | 18 juin 2017 |

## Femmes
| Marque | Athlète           | Club | Lieu      | Date         |
| 4,30 m | Leila Ben Youssef |      | Los Gatos | 19 juin 2008 |